# لورنا سيمبسون
لورنا سيمبسون (بالإنجليزية: Lorna Simpson)‏ (وُلدت في 13 أغسطس 1960) مصورة أمريكية، وفنانة متعددة الوسائط. ذاع صيتها في الثمانينيات والتسعينيات بأعمالها الفنية مثل Guarded Conditions وSquare Deal. ضُمت أعمالها في عدة معارض محلية ودولية. وهي تُعرف بأعمالها الفنية الإنشائية، ولصق القصاصات، والأفلام.

## بداية حياتها وتعليمها
وُلدت لورنا سيمبسون في 13 أغسطس 1960 ونشأت في حي كراون هايتس في بروكلين، نيويورك، والتحقت بمدرسة الفن والتصميم الثانوية. كان أبوها من أصل جامايكي كوبي، وكانت أمها أمريكية أفريقية. انتقل كلاهما من الغرب الأوسط الأمريكي إلى نيويورك قبل مولدها، واصطحباها إلى العديد من المسرحيات، والمتاحف، والحفلات الموسيقية، واستعراضات الرقص. التحقت لورنا بدورات صيفية في معهد شيكاغو للفن أثناء زيارتها لجدتها.
سافرت لورنا إلى أوروبا، ثم إفريقيا، ثم عادت إلى الولايات المتحدة قبل أن تنال درجة بكالريوس الفنون الجميلة، وطورت مهاراتها من خلال التصوير الوثائقي. وفي أثناء رحلتها، قررت لورنا أن توسع مجال عملها بعيدًا عن مجال التصوير لحض المتفرج على التفاعل مع العمل الفني. وفي تلك اللحظة تحديدًا قررت لورنا أن تتجه إلى تعلم التصميم الجرافيكي. التحقت لورنا لاحقًا بمدرسة الفنون التشكيلية في مدينة نيويورك حيث نالت درجة بكالريوس الفنون الجميلة في الرسم في عام 1982. وفي نفس الفترة تدربت لورنا على الرسم في متحف هارلم للفنون حيث أُتيحت لها فرصة رؤية أعمال ديفيد هامونز وغيره عن كثب.
نالت لورنا درجة ماجستير الفنون الجميلة في الفنون التشكيلية من جامعة كاليفورنيا في سان دييغو في عام 1985. وفي ذات الوقت عملت على توسيع مدارك أفكارها بدرجة أكبر. كان مجالها التعليمي في سان دييغو خليطًا من التصوير الفوتوغرافي والفن التصوري، وأطلعها معلموها على أعمال الفنان التصوري ألان كابراو، والفنان الاستعراضي إليانور أنتين، وصانعي الأفلام بابيت مانجولت وجان بيير غورين، والشاعر ديفيد أنتين. وكانت المحصلة من ذلك أسلوبها الفريد الذي يضم خليطًا من الصور والنصوص. أضافت لورنا النصوص الجرافيكية إلى لوحات البورتريه، وبذلك قدمت معنى تصوريًا جديدًا لتلك الأعمال. استمدت لورنا منظورها الفريد وأسلوبها من رغبتها في معرفة ما إذا كان التصوير الوثائقي يعبر عن حقائق موضوعية أم أنها محض حقائق مُصطنعة من قبل المصورين الوثائقيين ذات أنفسهم. تهتم أعمالها عمومًا بتحليل ونقد الروايات النمطية عن جنس بعينه أو عرق بعينه، لا سيما التصورات النمطية عن النساء الأمريكيات الأفارقة في الثقافة الأمريكية.

## مسيرتها الفنية
عرضت لورنا أعمالها في معارض فردية في أنحاء متفرقة من البلاد خلال فترة الثمانينيات والتسعينيات، وأضحى اسمها مقترنًا بالأعمال الفنية التي تجمع بين الصور والنصوص. وفي المرحلة المبكرة من مسيرتها المهنية في الثمانينيات والتسعينيات، حاولت لورنا أن تصور النساء الأمريكيات الأفارقة بطريقة غير مهينة وصادقة. تأثرت لورنا بعدة فنانين بارزين مثل ديفيد هامونز، وأدريان بايبر، وفيليكس-غونزاليكس تورس؛ وعدة كتاب مثل إسماعيل ريد، ولانغستون هيوز، ونتوزاكي شانجي، وأليس واكر، وتوني موريسون؛ إذ أنها أبدت إعجابها بأصواتهم المتناغمة. فازت لورنا بزمالة الصندوق الوطني للفنون في عام 1985 و1990، وأضحت أول أمريكية أفريقية تعرض أعمالها لدى بينالي فينيسيا للفنون، وأول أمريكية أفريقية تحظى بمعرض فردي لها في متحف الفنون الحديثة. وفي عام 1990، عرضت لورنا أعمالها في عدد من المتاحف الكبرى مثل متحف دنفر للفنون في كولورادو، ومتحف بورتلاند للفنون في أوريغون، ومتحف الفنون الحديثة في نيويورك. وفي ذات الوقت، ضُمت أعمالها إلى معرض «عرض العقد: إطار الهوية في الثمانينيات» في متحف الفنون الهسبانية المعاصرة، ومتحف الفنون المعاصرة الجديد، ومتحف هارلم. تبحرت لورنا في عدة أساليب ووسائط مثل الصور ثنائية الأبعاد، وتقنية الطباعة على الحرير، والفنون الإنشائية، والمقاطع المصورة.

## وصلات خارجية
- الموقع الرسمي
- لورنا سيمبسون على موقع IMDb (الإنجليزية)
- لورنا سيمبسون على موقع الموسوعة البريطانية (الإنجليزية)
- لورنا سيمبسون على موقع مونزينجر (الألمانية)
- لورنا سيمبسون على موقع ميوزك برينز (الإنجليزية)